# کیت باسورث
کاترین آن باسورث (به انگلیسی: Catherine Ann Bosworth) (زاده ۲ ژانویه ۱۹۸۳) که با نام کیت باسورث شناخته می‌شود، بازیگر آمریکایی است.
کیت کار بازیگری را با بازی در مجموعه تلویزیونی آمریکایی‌های جوان در نقش بلا بنکس آغاز کرد. وی با بازی در فیلم تصادف آبی (۲۰۰۲) به شهرت رسید. بدنبال آن در سال ۲۰۰۳ در فیلم سرزمین عجایب در نقش دوست دختر دوران نوجوانی جان هلمز بازیگر فیلم‌های پورن که نقشش را وال کیلمر بازی می‌کرد، ایفای نقش نمود. در سال ۲۰۰۴ باسورث در نقش ساندرا دی در فیلم فراسوی دریا نقش آفرینی کرد. کیت از آن پس در فیلم‌های برجسته‌ای بازی کرد که در این بین بازگشت سوپرمن در نقش لوئیس لین در سال ۲۰۰۶ و در سال ۲۰۰۸ در فیلم ۲۱ شایان ذکر است.
کیت باسورث در سال ۲۰۰۸ فعالیت خود را به عنوان مدل کلوین کلاین و سخنگوی شرکت کوئچ گسترش داد.

## زندگی‌نامه
کیت باسورث در ۲ ژانویه ۱۹۸۳ در لس آنجلس کالیفرنیا زاده شد. او به صورت مادرزادی با هتروکرومی ایریدیوم چشم به جهان گشود و رنگ چشمانش یکی آبی و دیگری قهوه‌ای است. مادرش پاتریشا پاتر خانه‌دار و پدرش هارولد باسورث مدیر سابق شرکت تالبوتس بود. پس از ترک سانفرانسیسکو در سن ۶ سالگی، خانواد باسورث بواسطه شغل پدر غالباً مجبور به نقل مکان می‌شد. هرچند او در ساحل شرقی آمریکا رشد کرد و دوران جوانی خود را در ماساچوست و کانتیکت گذراند.
باسورث همواره به سوارکاری حرفه‌ای به عنوان یک شغل علاقه داشته و در سن ۱۴ سالگی قهرمان مسابقات سوارکاری شده بود. در سال ۲۰۰۱ زمانی که او از دبیرستان کوهاهست فارغ‌التحصیل شد، توانایی صحبت به زبان اسپانیایی را فراگرفته و به عضویت انجمن افتخارات ملی درآمده بود. همچنین او در تیم لاکراس و تیم اصلی فوتبال دبیرستان بازی می‌کرده‌است.

## بازیگری

### ورود به عرصه سینما

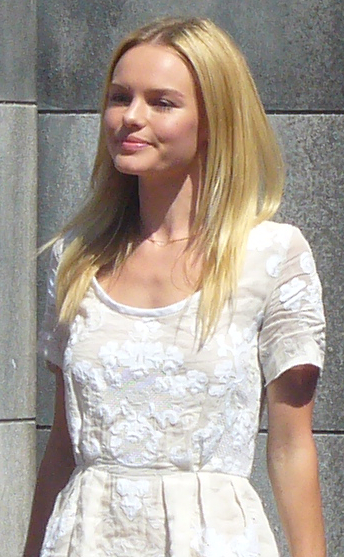
باسورث در سال ۲۰۰۶

در سال ۱۹۸۸ میلادی در پی فراخوانی برای انتخاب بازیگری توانا در زمینه سوارکاری در شهر نیویورک، کیت باسورث در این گزینش شرکت کرد و توانست نقش جودیت در فیلم نجواگر اسب را به دست آورد. این فیلم با استقبال خوب منتقدان روبرو شد. در سال ۲۰۰۰ میلادی کیت با بازی در نقش بلا بنکس، دختری که در یک پمپ بنزین کار می‌کرد در مجموعه تلویزیونی آمریکایی جوان بسیار درخشید، هرچند پخش این سریال لغو شد. باسورث در همین سال با نقش کوتاهی در فیلم تایتان را به یادآور حاضر شد و در نهایت در سال ۲۰۰۱ به امید بدست آوردن نقش‌های بیشتر و شرکت آسان‌تر در آزمون‌های هنرپیشگی به لس آنجلس نقل مکان کرد.

### رسیدن به موفقیت
تاریخ به موفقیت رسیدن کیت باسورث با سال ۲۰۰۲ و فیلم سانحه آبی رقم خورده بود، فیلمی که برای آن ۶ ساعت در روز به مدت یک ماه با دو مربی جداگانه به تمرینات بدن‌سازی می‌پرداخت تا ۱۵ پوند بر وزنش اضافه کند. این فیلم با نظر مثبت منتقدان همراه شد و حاصل آن سود ۴۰ میلیون دلاری در گیشه‌های ایالات متحده بود. بدنبال موفقیت حاصل از سانحه آبی، او در فیلم کمدی سیاه قوانین جاذبه (۲۰۰۲) حاضر شد.
در سال ۲۰۰۴ میلادی در نقش مقابل توفر گریس در فیلم قرار موفق با تد همیلتون به ایفای نقش پرداخت که حاصل آن هم به لحاظ اقتصادی و هم به لحاظ انتقادی ناموفق بود. در همین سال در نقش ساندرا دی در فیلم آنسوی دریا به ایفای نقش پرداخت. میک لاسیل در نقد این فیلم که در سان‌فرانسیسکو کرونیکل چاپ شد، نوشت: «کوین اسپیسی که نقش بابی دارین بازی می‌کند، در مقابل ایفای نقش باسورث ناراحت‌کننده است.» در مجموع این فیلم نقدهای مختلفی دریافت کرد، اما در گیشه ناموفق بود. بدنبال آن سال، باسورث در نقش چالی در فیلم فصل زنبور که برپایه داستانی با همین نام توسط مایلا گلدبرگ نوشته شده بود، به ایفای نقش پرداخت. در همین سال او در چندین آگهی تبلیغاتی شرکت رولون حاضر شد و در جایگاه ۶۰ام فهرست صد زن جذاب جهان ۲۰۰۵ اف‌اچ‌ام قرار گرفت. همچنین او توانست در سال ۲۰۰۵ جایگاه ۳۸ و در ۲۰۰۶ جایگاه ۶ام از فهرست صد جذاب ماکسیم را بدست آورد.

## فیلم‌شناسی

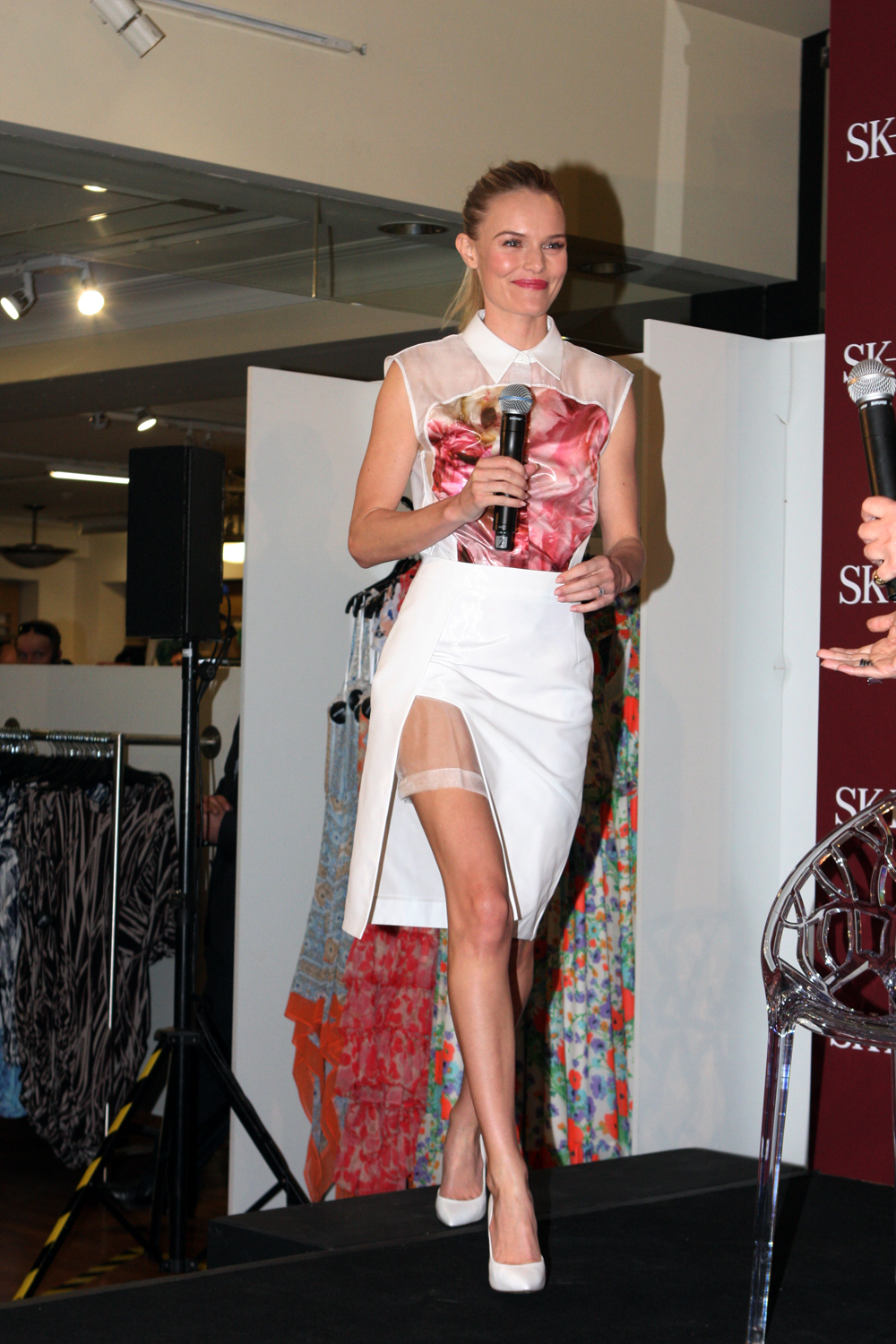
باسورث در سال ۲۰۱۲

| سال  | فیلم                          | نقش                | توضیحات          |
| ---- | ----------------------------- | ------------------ | ---------------- |
| ۱۹۹۸ | نجواگر اسب                    | جودیت              |                  |
| ۲۰۰۰ | تایتنز را به یادآور           | اما هویت           |                  |
| ۲۰۰۰ | آمریکایی جوان                 | بلا بنکس           | مجموعه تلویزیونی |
| ۲۰۰۰ | تازه‌وارد                      | کورتنی داچرتی      |                  |
| ۲۰۰۲ | قوانین جاذبه                  | کلی                |                  |
| ۲۰۰۲ | تصادف آبی                     | آن ماریه چادویک    |                  |
| ۲۰۰۳ | برتری گوزن                    | ترینیتی مونتیج     |                  |
| ۲۰۰۳ | سرزمین عجایب                  | دون چیلر           |                  |
| ۲۰۰۴ | فراسوی دریا                   | ساندرا دی          |                  |
| ۲۰۰۴ | برنده یک قرار با تاد همیلتون! | دانش آموز دبیرستان |                  |
| ۲۰۰۴ | پرندگان کوچک                  | بونی مولر          |                  |
| ۲۰۰۵ | فصل زنبور                     | چلی                |                  |
| ۲۰۰۶ | بازگشت سوپرمن                 | لوئیس لین          |                  |
| ۲۰۰۷ | دختری در پارک                 | لوئیس              |                  |
| ۲۰۰۸ | ۲۱                            | جیلی تیلور         |                  |
| ۲۰۱۰ | رسم سلحشور                    | لین                |                  |
| ۲۰۱۱ | سگ‌های پوشالی                  | امی سامنر          |                  |
| ۲۰۱۱ | زندگی اتفاق می‌افتد            | دینا               |                  |
| ۲۰۱۱ | یک روز شاد دیگر               | آلیس               |                  |
| ۲۰۱۱ | سگ‌های پوشالی                  | ایمی سامر          |                  |
| ۲۰۱۲ | صخره سیاه                     | سارا               |                  |
| ۲۰۱۲ | در حالی که ما اینجا بودیم     | جین بیرن           |                  |
| ۲۰۱۳ | بیگ‌سور                        | بیلی               |                  |
| ۲۰۱۳ | فیلم ۴۳                       | آرلین              |                  |
| ۲۰۱۳ | جبهه خودی                     | کاسی بودین         |                  |
| ۲۰۱۴ | هنوز آلیس                     | آنا                |                  |
| ۲۰۱۴ | فراموشی                       | هیلاری             |                  |
| ۲۰۱۵ | زندگی در خطر                  | بیلی               |                  |
| ۲۰۱۵ | ۹۰ دقیقه در بهشت              | ایوا پیپر          |                  |
| ۲۰۱۵ | سرقت                          | سیدنی سیلوا        |                  |
| ۲۰۱۶ | پیش از آنکه بیدار شوم         | جسی هابسون         |                  |
| ۲۰۱۸ | بومی‌ها                        | نینا مونرو وست     |                  |
| ۲۰۱۹ | شیطان اسم دارد                | جیجی کالتر         |                  |
| ۲۰۲۰ | نیروی طبیعت                   | تروی برت           |                  |
| ۲۰۲۱ | سرخ‌پوست وحشی                  | گرتا پترسون        |                  |
| ۲۰۲۲ | اتاق سفید                     | کیت                |                  |
| ۲۰۲۲ | همراه برای سواری              | هیدی               |                  |
| ۲۰۲۲ | بربر                          | ملیسا              |                  |
| ۲۰۲۲ | خانه تاریکی                   | مینا مورای         |                  |